# شهرک صنعتی دلیجان
شهرک صنعتی دلیجان روستایی در دهستان هستیجان بخش مرکزی شهرستان دلیجان استان مرکزی ایران است.

## جمعیت
بر پایه سرشماری عمومی نفوس و مسکن در سال ۱۳۹۵ جمعیت این روستا ۵۲ نفر (۱۶خانوار) بوده‌است.